# Teatro Yves Montand
Il Teatro "Yves Montand" è il principale, nonché unico, teatro di Monsummano Terme, in Toscana. Originariamente intitolato a Giuseppe Giusti, deve il suo nome all'attore e cantante monsummanese Yves Montand, attivo fra la prima e la seconda metà del XX secolo.

## Storia
Il teatro fu costruito dai monsummanesi tra il 1892 ed il 1896, anno in cui cominciò la sua regolare attività curata dall'Accademia intitolata al poeta Giuseppe Giusti.
Nel 1928 l'edificio subì un importante cambiamento, venne aggiunto un nuovo corpo di fabbrica con una nuova facciata e divenne "Casa del Fascio" o anche detto "“Palazzo del Littorio”. L'attività di spettacolo cessò completamente negli anni sessanta. Da allora, il teatro, diviso in diverse proprietà. è rimasto inattivo e chiuso al pubblico.
Il Comune di Monsummano Terme, dopo una lunga e complicata procedura, lo acquistò nel 1998. Nel 2002 furono approvati i lavori di restauro che iniziarono nel 2003 e si conclusero nell'autunno 2006, riportando in vita un classico teatro all'italiana, con 316 posti tra platea, palchi e galleria, disposti in tre ordini e dotato di un palcoscenico abbastanza ampio da poter ospitare ogni forma di spettacolo.
Il teatro Yves Montand, che ospita dal novembre 2007 la stagione di prosa (la seconda, per importanza, nella provincia di Pistoia), promossa sin dall'inizio dall'Amministrazione comunale in stretta collaborazione con l'Associazione Teatrale Pistoiese, ha ormai acquisito un ruolo determinante nella realtà culturale di Monsummano e del territorio.

## Titolazione
La decisione unanime di tutti i rappresentanti della città di intitolare a Yves Montand il teatro comunale nasce dalla volontà di valorizzare la sua radice monsummanese rendendo omaggio alla sua sfolgorante carriera di attore e cantante ma è anche, come ha sottolineato il Sindaco, una sorta di omaggio e di riconoscimento corale all'uomo perseguitato da un regime che di quell'edificio fece il proprio luogo-simbolo e di potere.